# Polygoneae
Polygoneae, tribus dvornikovki, dio potporodice Polygonoideae.

## Podtribusi i rodovi
Sastoji se od dva podtribusa čiji su najznačajniji rodovi dvornik (Polygonum) i rejnutrija (Reynoutria), atrafaksis i falopija, te od još 5 rodova koji nisu uključeni ni u jedan od ovih podtribusa., ukupno 11 rodova:
Tribus Polygoneae Rchb.:
1. Knorringia (Czukav.) Tzvelev. (1 sp.)
2. Caelestium Yurtseva & Mavrodiev (2 spp.)
3. Bactria Yurtseva & Mavrodiev (1 sp.)
4. Polygonella Michx. (11 spp.)
5. Parogonum (Haraldson) Desjardins & J. P. Bailey (2 spp.)

- Podtribus Polygoninae Roberty & Vautier
  1. Atraphaxis L. (47 spp.)
  2. Duma T. M. Schust. (3 spp.)
  3. Polygonum L. (153 spp.)
- Podtribus Reynoutriinae Roberty & Vautier
  1. Fallopia Adans. (9 spp.)
  2. Muehlenbeckia Meisn. (27 spp.)
  3. Reynoutria Houtt. (6 spp.)